# Jean Baptiste Séré
Jean Baptiste Séré, sieur de la Villemalterre (né à Saint-Malo le 13 août 1650 - mort à Saint-Malo le 31 janvier 1742), est un armateur malouin qui fut maire de Saint-Malo  de 1701 à 1704.

## Biographie
Jean Baptiste Séré est le fils de Mathurin Séré (1608-1700) et de Françoise Artur (1618-1670).
Pendant  une quarantaine d'années de 1680 à 1720 il est l'un des principaux armateurs malouins en liaison avec les grands négociants comme la famille Magon, les Grout dont Pierre Grout de la Villejacquin (mort en 1712) époux de sa sœur ainée Guyonne (1640-1700) et Pierre de La Haye. Il est élu maire de Saint Malo de 1701 à 1704. Il avait épousé le 16 février 1680 Jeanne Guichet qui lui donne trois filles et trois fils.
En 1729 il est anobli par l'acquisition d'une charge de conseiller-secrétaire du roi à la Cour des aides de Clermont.

## Source
- André Lespagnol Messieurs de Saint Malo: une élite négociante au temps de Louis XIV Presses Universitaires de Rennes (1997) deux Tomes  (ISBN 2 86 847229 X) p. 851.